# Cudjoe Lewis
Cudjoe Kazoola Lewis (ca. 1841 – Africatown, 17 luglio 1935) è stato uno schiavo di origine africana (della zona del Benin), naturalizzato cittadino degli Stati Uniti nel 1868. Proveniva dal carico della 'Clotilda', che è ritenuta l'ultima nave negriera ad aver trasportato illegalmente schiavi neri dall'Africa agli Stati Uniti, nell'anno 1860. Di tale carico egli fu una delle persone che sopravvisse più a lungo, ed ebbe modo di raccontare i suoi ricordi e le sue esperienze, a ricercatori e scrittori, tra cui soprattutto Emma Langdon Roche (1878-1945) e Zora Neale Hurston.

## Biografia
Era nativo dell'attuale Benin, con il nome di Oluale Kossola (spesso poi anglicizzato in Kazoola).  Nel 1860, dopo essere stato catturato dai razziatori del regno del Dahomey, venne venduto come schiavo e imbarcato sulla 'Clotilda' a Ouidah. Insieme a oltre cento compagni di sventura, venne trasportato attraverso l'Atlantico fino alla zona di Mobile in Alabama, dove il carico venne fatto scendere nelle paludi e occultato alle autorità. La nave fu affondata. Quando gli schiavi vennero divisi tra gli investitori, Kossola venne portato nella tenuta di Timothy Meahrer, costruttore navale e proprietario della 'Clotilda'. Nel 1865, quando la schiavitù fu abolita, venne liberato, ma né lui né la sua gente poterono ritornare in Africa, nonostante avessero richiesto il rimpatrio, e si sistemarono in un insediamento non lontano da Mobile cui diedero il nome di 'Africantown' e dove per molti anni mantennero la loro lingua e le loro tradizioni.